# Корпоративная сеть
Корпоративная сеть связи — наименование типа сетей электросвязи, официально в настоящее время в России называемых технологическими, ранее (в СССР и в 90-е годы в России) — ведомственными.
Корпоративная сеть отличается от сети, например, Интернет-провайдера тем, что правила распределения IP адресов, работы с интернет-ресурсами и т. д. едины для всей корпоративной сети, в то время как провайдер контролирует только магистральный сегмент сети, позволяя своим клиентам самостоятельно управлять их сегментами сети, которые могут являться как частью адресного пространства провайдера, так и быть скрытым механизмом сетевой трансляции адресов за одним или несколькими адресами провайдера. Корпоративную сеть, основанную на компьютерных технологиях, называют Интранетом.

## Характеристики
Основные характеристики корпоративной сети включают в себя:
1.Топология сети — это физическая структура связей между узлами сети, например, звезда, кольцо, шина или смешанная топология. Она определяет способ организации и управления сетью.
Существует несколько возможных топологий корпоративных сетей:
1.1. Звезда — наиболее распространенная топология, при которой все устройства подключены к центральному коммутатору или маршрутизатору. Это упрощает управление сетью и обеспечивает высокую отказоустойчивость, но при этом требует много кабельной инфраструктуры.
1.2. Кольцо — в этой топологии все устройства подключены в кольцевую цепь, где каждый компьютер соединен с двумя соседними. Это обеспечивает равномерное распределение нагрузки и отказоустойчивость, но снижает скорость передачи данных.
1.3. Шина - в этой топологии все устройства подключены к одному линейному кабелю, который является центральным каналом передачи данных. Это простая и дешёвая топология, но имеет ограничения в скорости и проблемы с отказоустойчивостью.
1.4. Дерево - комбинация звезды и шины, при которой несколько звездных сетей соединены между собой через общий канал центрального коммутатора. Это обеспечивает гибкость расширения сети и улучшает отказоустойчивость.
1.5. Сеть мешок - сеть, в которой каждое устройство подключено к каждому другому. Это обеспечивает наивысшую отказоустойчивость и скорость передачи данных, но требует большого количества кабельной инфраструктуры и управления.
Каждая из указанных топологий имеет свои преимущества и недостатки, и выбор оптимальной зависит от конкретных потребностей и возможностей организации.
2.Пропускная способность - это возможность сети обрабатывать и передавать данные с заданной скоростью. Она зависит от оборудования сети, кабелей, протоколов и других факторов.
2.1. Пропускная способность - корпоративной сети определяется количеством данных, которые могут быть переданы через сеть за определённый период времени. Пропускная способность измеряется в битах в секунду (bps) или в килобитах в секунду (Kbps), мегабитах в секунду (Mbps) и гигабитах в секунду (Gbps).
2.2. Пропускная способность - корпоративной сети зависит от нескольких факторов, таких как тип технологии передачи данных (например, Ethernet, Wi-Fi), количество устройств в сети, используемое оборудование (маршрутизаторы, коммутаторы), объём трафика данных и пропускная способность самого оборудования.
Для обеспечения эффективной работы корпоративной сети необходимо регулярно мониторить и оптимизировать пропускную способность, чтобы предотвратить проблемы с производительностью и перегрузками сети. Для увеличения пропускной способности сети можно использовать более мощное оборудование, увеличить пропускную способность каналов связи, оптимизировать настройки сетевого оборудования и программного обеспечения и т.д.
3.Безопасность - это защита сети от несанкционированного доступа, вирусов, вредоносного программного обеспечения и других угроз. Безопасность корпоративной сети обеспечивается с помощью аппаратных и программных средств, а также политик и процедур безопасности.
Безопасность корпоративной сети - это важный аспект её функционирования, так как она содержит конфиденциальные данные компании, такие как финансовая информация, данные клиентов, интеллектуальная собственность и другие чувствительные информации, которая может быть взломана или украдена злоумышленниками.
При разработке систем безопасности корпоративной сети оценивают динамику поля угроз и возможный ущерб от них, а также необходимость степени интенсивности использования механизмов защиты в структуре сети для нейтрализации атак на неё. После тестирования корпоративной сети осуществляется ряд профилактических мер по прогнозированию вирусных атак, исследованию вредоносного кода и его уничтожению.
Для обеспечения безопасности корпоративной сети применяются различные меры, включая:
Файрволлы - программное обеспечение или аппаратные устройства, которые фильтруют трафик в сети и блокируют попытки несанкционированного доступа.
Виртуальные частные сети (VPN) - предоставляют зашифрованное соединение между удаленными пользователями и корпоративной сетью, что обеспечивает безопасную передачу данных через общедоступные сети.
Антивирусное программное обеспечение - защищает компьютеры и серверы от вредоносных программ и вирусов.
Системы обнаружения вторжений (IDS) и предотвращения вторжений (IPS) - отслеживают и блокируют несанкционированные попытки доступа к сети.
Аутентификация и авторизация - процессы проверки личности пользователя и предоставления доступа только к необходимым ресурсам и данным.
Регулярное обновление программного обеспечения и систем безопасности - для закрытия уязвимостей и обеспечения защиты от новых угроз.
В целом, хорошо спроектированная и правильно настроенная корпоративная сеть с соответствующими мерами безопасности обеспечивает защиту конфиденциальных данных компании и предотвращает потенциальные кибератаки и утечки информации.
4.Масштабируемость - это возможность расширения сети, добавления новых устройств и узлов, а также переноса сетевых ресурсов без значительного снижения производительности.
Масштабируемость корпоративной сети является важным аспектом, так как она должна быть способной расширяться и расти вместе с компанией. Это означает, что сеть должна быть спроектирована таким образом, чтобы новые устройства и оборудование могли легко добавляться без значительных изменений в инфраструктуре.
Для обеспечения масштабируемости корпоративной сети необходимо учитывать следующие аспекты:
Гибкая структура: сеть должна быть построена с использованием гибкой архитектуры, которая позволит легко добавлять новые узлы и устройства.
Использование облачных технологий: облачные сервисы позволяют масштабировать ресурсы сети без необходимости приобретения нового оборудования.
Использование виртуализации: виртуализация позволяет управлять ресурсами сети более эффективно и упрощает процесс добавления новых устройств.
Использование многоканального доступа: расширение сети с помощью нескольких каналов связи обеспечивает более высокую доступность и производительность.
Мониторинг и управление: корпоративная сеть должна быть подвергнута непрерывному мониторингу и гибко управляема, чтобы своевременно обнаруживать и решать проблемы, а также оптимизировать использование ресурсов.
Масштабируемость корпоративной сети играет важную роль в эффективном функционировании бизнеса и обеспечении его развития. Правильное проектирование и постоянное обновление сетевой инфраструктуры позволяют компании быть готовой к росту и изменениям в бизнес-среде.
5.Централизованное управление - это возможность контролировать и администрировать сеть из одного центра, управлять доступом к ресурсам, обеспечивать резервное копирование данных и мониторинг работы сети. Корпоративная сеть может быть построена на основе локальной сети (LAN), глобальной сети (WAN), виртуальной частной сети (VPN) или комбинации различных типов сетей. Она играет важную роль в повышении эффективности работы сотрудников, обмене информацией, автоматизации бизнес-процессов и обеспечении конкурентоспособности организации.
Централизованное управление корпоративной сетью означает, что все настройки и управление ресурсами сети проводятся из одного центрального места – обычно из штаб-квартиры компании или из специального отдела информационных технологий. Это позволяет обеспечить более эффективное и надежное управление сетью, централизованную защиту данных, а также контроль доступа и безопасности.
Централизованное управление корпоративной сетью может быть реализовано с помощью специальных программных продуктов, таких как системы управления сетью (Network Management Systems), которые позволяют администраторам мониторить состояние сети, настраивать параметры работы устройств, проводить диагностику сети и многое другое.
Основные преимущества централизованного управления корпоративной сетью:
1. Упрощение процесса управления и обслуживания сети:
Централизованное управление корпоративной сетью предполагает использование центрального сервера или управляющего устройства, которое контролирует все узлы сети и обеспечивает их работоспособность и безопасность.
Одним из основных преимуществ централизованного управления корпоративной сетью является упрощение процесса администрирования сети. Администратору достаточно иметь доступ к центральному серверу для выполнения всех необходимых операций по настройке, мониторингу и обслуживанию сети. Это значительно упрощает работу администратора и позволяет ему быстро реагировать на возникшие проблемы и обеспечивать бесперебойную работу сети. Другим важным преимуществом централизованного управления корпоративной сетью является обеспечение её безопасности. Центральный сервер может контролировать доступ пользователей к ресурсам сети, устанавливать политики безопасности и мониторить активность пользователей. Это позволяет предотвращать несанкционированный доступ к данным и защищать сеть от внешних угроз. Таким образом, централизованное управление корпоративной сетью важно для обеспечения её эффективной работы, безопасности и удобства администратора. Эта модель управления дает возможность эффективно масштабировать сеть, упростить процессы обслуживания и обеспечить высокий уровень защиты данных.
2. Централизованный контроль безопасности данных и доступа к ресурсам:
Для реализации централизованного управления и контроля безопасности данных и доступа к ресурсам необходимо использовать специальное программное обеспечение, такое как централизованные системы управления доступом (IAM), централизованные системы мониторинга безопасности, централизованные системы аутентификации и авторизации и другие решения.
Основные преимущества централизованного управления и контроля безопасности данных и доступа к ресурсам в рамках корпоративной сети включают в себя:
- Более высокий уровень безопасности, благодаря централизованному контролю доступа к данным и ресурсам
- Более эффективное управление политиками безопасности и упрощенное администрирование сети
- Уменьшение рисков утечки данных и нарушений безопасности
- Более простое масштабирование сети и добавление новых устройств и пользователей
- Более прозрачное и единое управление доступом к данным и ресурсам внутри организации.
Таким образом, централизованное управление и контроль безопасности данных и доступа к ресурсам играет важную роль в обеспечении безопасности и эффективности корпоративной сети, позволяя компаниям эффективно защищать свои данные и ресурсы от угроз и несанкционированного доступа.
3. Более эффективное выделение ресурсов и оптимизация работы сети:
Более эффективное выделение ресурсов и оптимизация работы сети включает в себя ряд мероприятий. Во-первых, благодаря централизованному управлению можно более точно распределять ресурсы в сети, например, выделять больше пропускной способности там, где она наиболее необходима. Это позволяет повысить производительность сети и снизить нагрузку на отдельные узлы.
Во-вторых, оптимизация работы сети включает в себя регулярный мониторинг и анализ работы устройств и потоков данных. Это позволяет выявить узкие места и проблемы в работе сети, чтобы оперативно устранить их и повысить её стабильность и надежность.
Таким образом, централизованное управление корпоративной сетью и её оптимизация позволяют обеспечить более эффективное функционирование сети, улучшить производительность и обеспечить надежность работы организации в целом.
4. Увеличение надежности и стабильности сети:
Один из основных преимуществ централизованного управления - это возможность проводить управление и мониторинг всей сети из одного места, что упрощает процесс администрирования и повышает эффективность работы сети. Также, централизованное управление позволяет быстро выявлять и устранять проблемы в сети, что способствует увеличению её надежности и стабильности.
Увеличение надежности и стабильности сети также достигается благодаря использованию резервирования и балансировки нагрузки. Например, использование резервирования подразумевает создание дублирующих каналов связи и оборудования, которые могут автоматически вступить в действие в случае отказа основного оборудования или канала. Балансировка нагрузки позволяет распределять трафик между разными узлами сети, что помогает предотвратить перегрузку и сбои в работе сети.
Кроме того, для обеспечения надежности и стабильности сети можно использовать различные технологии и методы защиты данных, такие как шифрование, брандмауэры, антивирусные программы и системы обнаружения вторжений. Системы мониторинга и резервное копирование данных также играют важную роль в обеспечении безопасности и надежности корпоративной сети.
5. Сокращение времени на решение проблем с сетью и оборудованием:
Централизованное управление корпоративной сетью означает, что все решения по настройке, мониторингу и обслуживанию сети принимаются из одного центрального пункта, что обеспечивает единство и координацию в работе всей сети.
Один из главных преимуществ такого управления является сокращение времени на решение проблем с сетью и оборудованием. Благодаря централизованному управлению, администраторы могут быстро выявить проблемы, провести диагностику и принять меры для их устранения.
Кроме того, такой подход позволяет сэкономить время на обслуживание сети в целом, поскольку все настройки, обновления и резервное копирование данных могут быть проведены централизованно, без необходимости проводить их на каждом устройстве отдельно. Централизованное управление корпоративной сетью позволяет повысить эффективность её работы, обеспечить стабильность и безопасность работы сети, а также значительно сократить время на решение проблем с сетью и оборудованием.
Таким образом, централизованное управление корпоративной сетью является важным инструментом для обеспечения устойчивой и безопасной работы сети компании, а также эффективного управления всеми её ресурсами.